# Никола Дукагини
Никола Дукагини (на албански: Nikollë Dukagjini, на латински: Nicolas Ducaginus; † 1454) е албански благородник от XV век.

## Живот
Никола от рода Дукагини е син на Георги Дукагини, който умира преди 1409 г. – годината, в която Никола се споменава за първи път като владетел на две села близо до Лежа и със собствена войска от 140 души (40 конници и 100 пешаци).
Никола Дукагини участва в албанския бунт от 1432 – 1436 г. под предводителството на Георги Арианит, по време на който успява да си върне земите, отнети му от османските нашественици. Той е един от основателите на Лежката лига на 2 март 1444 г., военен съюз под водачеството на Скендербег.
Венецианските архиви съобщават, че Никола Дукагини убива Лека Захария през 1444 г. в бой, а Венецианската република поема контрола над бившите владения на Захария. По-късно Никола Дукагини сключва мир с Венеция и през 1446 г. е записан във венецианските документи като „бивш враг“ (tunc hostis noster).
На 4 октомври 1448 г. албанско-венецианската война приключва и Скендербег и Никола Дукагини подписват мирен договор с Република Венеция, представлявана от губернатора на Шкодра Пауло Лоредано. Съгласно този договор, подписан във военния лагер на Скендербег близо до Лежа, Венеция запазва владенията си в Албания при определени условия: Републиката трябва да изплаща на Скендербег годишна сума от 1400 дуката, като някои членове на лигата получават определени търговски привилегии и др. Скоро след това, заедно с много други албански благородници, Никола Дукагини изоставя силите на Скендербег и дезертира при османците. Така си запазва правото да управлява като техен васал 25 села в Дебър и 7 села във Фанди.

## Семейство
Никола Дукагини има двама сина, Драга и Георги, и двамата убити през 1462 г. Драга Дукагини е убит от засада от неговия далечен братовчед Лека Дукагини, който завзема много от неговите села. Остава само един потомък на Никола Дукагини, малкият син на Георги, кръстен също Никола на дядо си. Този Никола Дукагини е на служба на Венецианската република до 1478 г., когато Османската империя превзема Круя и Лежа. Тогава Никола Дукагини заедно с Лека Дукагини бягат в Италия. Но през 1481 г. Никола се завръща в Албания и се присъединява към антиосманското движение под водачеството на сина на Скендербег Гьон II Кастриоти.

## В литературата
Италианският писател Джироламо де Рада посвещава своето произведение от 1839 г. „Албански исторически песни за Серафина Топия“ (на италиански: „Canti storici albanesi di Serafina Thopia, moglie del principe Nicola Ducagino“) на несбъднатата любов между Серафина Топия, дъщерята на Андреа II Топия, и Босдаре Стреза. Серафина жертва любовта си към Босдаре, за да се омъжи за Никола Дукагини и по този начин да помогне за обединяването на южна и северна Албания в борбата срещу османците.